# Stjepan Ratković
Stjepan Ratković (* 10. Oktober 1878 in Glina, Österreich-Ungarn; † 1. November 1968 in Vahrn, Italien) war ein jugoslawischer Pädagoge und Gesandter im Dritten Reich. 

## Biographie
Ratković entstammte einer kroatischen Familie. Er studierte an der philosophischen Universität in Wien und Zagreb. Er war 1906 Professor eines Gymnasiums in Zadar und einer Lehrerschule in Arbanasi. 1919 war er bereits Direktor mehrerer Lehrerschulen. Stjepan machte sich insbesondere durch die 1919 erfolgte Eröffnung einer höheren pädagogischen Schule in Zagreb, deren Direktor und Professor er war, verdient. Diese war die erste ihrer Art im damaligen kroatischen Teil des Königreichs Jugoslawien. Ratković war 1913 der Initiator des Blattes "Narodni učitelj" (Volkslehrer). 1920–1924 war er der Redakteur der pädagogischen Zeitschrift "Napredak" (Fortschritt). Zudem war Stjepan Autor mehrerer Schulbücher. Zu Zeiten des faschistischen Unabhängigen Staates Kroatien war er Staatssekretär im Bildungsministerium und danach von 1941 bis 1942 Minister für Bildung. In der Zeit zwischen 1943 und 1944 war er staatlicher Gesandter in Berlin. Ab 1946 bis zu seinem Tod war Stjepan Ratković Professor der Geographie im Kapuzinergymnasium in Vahrn.

## Quelle
- http://www.enciklopedija.hr/natuknica.aspx?id=51942

Archivierung:
- https://web.archive.org/web/20170908010506/http://www.enciklopedija.hr/natuknica.aspx?id=51942

| Personendaten    | Personendaten                                          |
| ---------------- | ------------------------------------------------------ |
| NAME             | Ratković, Stjepan                                      |
| KURZBESCHREIBUNG | jugoslawischer Pädagoge und Gesandter im Dritten Reich |
| GEBURTSDATUM     | 10. Oktober 1878                                       |
| GEBURTSORT       | Glina, Österreich-Ungarn                               |
| STERBEDATUM      | 1. November 1968                                       |
| STERBEORT        | Vahrn, Italien                                         |